# General Electric GE9X
Il General Electric GE9X è un turbofan ad alto rapporto di bypass sviluppato da GE Aviation e destinato esclusivamente al Boeing 777X. Nel 2019 fece registrare il più alto valore di spinta mai prodotto e al momento del suo ingresso in servizio nel 2020 è diventato il più grande motore aeronautico mai prodotto, superando il General Electric GE90-115B.

## Sviluppo
Nel 2012 GE Aviation annunciò lo sviluppo di un nuovo turbofan destinato ad equipaggiare i futuri Boeing 777X derivato dal GE90-115B che già equipaggiava i Boeing 777-200LR e -300ER; questo nuovo motore doveva montare lo stesso fan del GE90-115B e doveva erogare una spinta al decollo pari a 443 kN. Nel 2013 il turboventola è stato ridisegnato portandolo da un diametro di 325 cm a 335 cm; l'anno successivo il fan venne ingrandito ulteriormente fino ad arrivare ad un diametro di 340 cm e la spinta nominale venne incrementata a 470 kN (105 000 lbf).

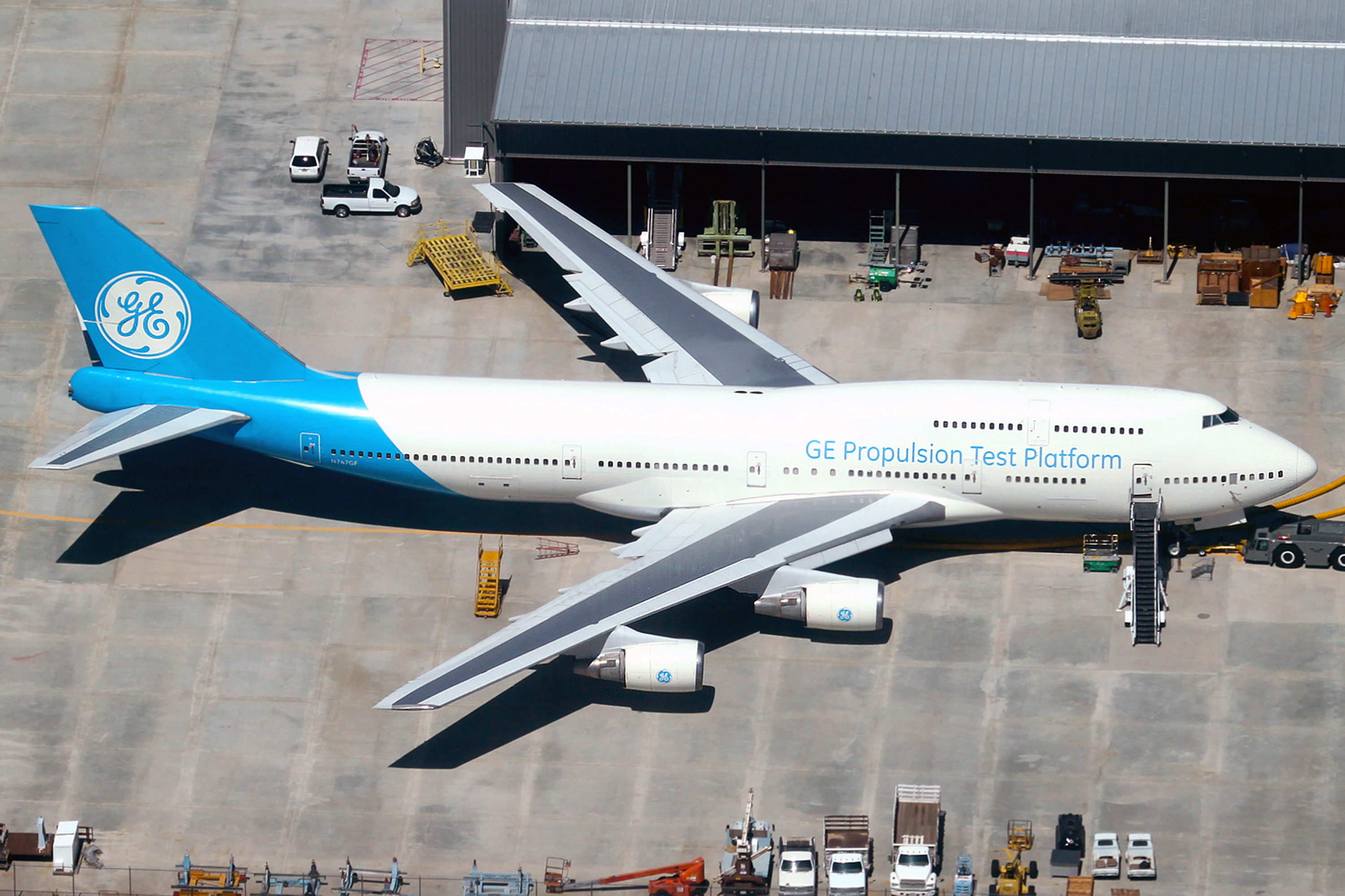
Il Boeing 747-400 utilizzato come banco di prova del GE9X

I primi test a terra sono iniziati in aprile 2016 e i test per la verifica delle prestazioni in ambiente freddo sono stati avviati nell'inverno seguente. Il 10 novembre 2017, durante un test effettuato presso l'impianto di Peebles, il GE9X ha fatto registrare il valore record di spinta di 134 300 lbf, pari a 597 kN.
Il GE9X ha volato per la prima volta il 13 marzo 2018 dall'aeroporto logistico della California Meridionale montato sul Boeing 747-400 utilizzato da GE Aviation come banco di prova. Il primo volo era programmato per febbraio, ma venne rimandato a causa di problemi riscontrati nei meccanismi degli statori ad incidenza variabile del compressore di alta pressione del GE9X e a causa di usura emersa sui CF6 del Boeing 747. I test in volo vennero ultimati a maggio 2019.
Il 25 gennaio 2020 il primo Boeing 777-9 ha compiuto il suo primo volo e il 25 settembre il GE9X è stato certificato dalla FAA dopo avere ultimato 5 000 ore di volo e 8 000 cicli con 8 prototipi.
Ad ottobre 2020 il numero di motori GE9X ordinati è pari a 699 unità.

## Tecnica
Il General Electric GE9X è un turbofan a due alberi con rapporto di bypass (BPR) pari a 9,9. La turbina di alta pressione muove il compressore di alta pressione mentre la turbina di bassa pressione muove il compressore di bassa pressione e il fan senza alcuna riduzione di velocità. Verrà prodotto in diverse versioni in grado di erogare valori di spinta variabili: la versione -105B1A, destinata al Boeing 777-9, produce una spinta nominale di circa 490 kN.
Il GE9X è dotato di un fan del diametro di 340 centimetri costituito da 16 pale in fibra di carbonio, con bordi di attacco rivestiti in acciaio legato e bordi di uscita rivestiti in fibra di vetro per proteggerli dall'impatto con oggetti estranei; la fibra di vetro consente inoltre di ottenere maggiore flessibilità rispetto alla fibra di carbonio. Il compressore di bassa pressione è costituito da 3 stadi e il compressore di alta pressione da 11 stadi; i primi 5 stadi dei compressori sono realizzati con tecnologia blisk. Il rapporto di compressione del compressore di alta pressione è di 27 e il rapporto di compressione globale è di 60.
Materiali compositi a matrice ceramica sono utilizzati nella realizzazione dei liner della camera di combustione, nel case del primo stadio della turbina di alta pressione e negli statori dei due stadi della turbina di alta pressione. L'utilizzo di materiali ceramici consente di avere temperature più alte in camera di combustione e di incrementare la spinta riducendo le emissioni. Gli iniettori sono realizzati tramite produzione additiva.
Le palette della turbina sono realizzate tramite electron beam melting dall'italiana Avio Aero, mentre i dischi delle turbine sono prodotti da MTU Aero Engines. Le palettature dei rotori della turbina di alta pressione sono prodotte tramite metallurgia delle polveri mentre le palette della turbina di bassa pressione sono realizzate in alluminuro di titanio.

## Caratteristiche
| Versione                         | -105B1A                        |
| -------------------------------- | ------------------------------ |
| Compressore                      | 1 fan, 3 stadi LP, 11 stadi HP |
| Stadi della turbina              | 2 stadi HP, 6 stadi LP         |
| Diametro del fan                 | 340 cm                         |
| Lunghezza                        | 5 689,6mm                      |
| Massa a vuoto                    | 9 630 kg                       |
| BPR                              | 9,9                            |
| Rapporto di compressione globale | 60                             |
| Camera di combustione            | Singola anulare                |
| Spinta nominale                  | 489,3 kN                       |
| Applicazioni                     | Boeing 777-9                   |